# Ragazze di successo
Ragazze di successo (極上！！めちゃモテ委員長?, Gokujō!! Mecha mote iinchō, lett. "La migliore!! La grande e popolare presidentessa del consiglio studentesco") è un manga shōjo scritto e disegnato da Tomoko Nishimura, pubblicato in Giappone sulla rivista Ciao di Shogakukan dal gennaio 2006 al maggio 2012. Esso è poi proseguito per altri 5 volumi con il titolo Shin Gokujō!! Mecha mote iinchō (新・極上！！めちゃモテ委員長?, Shin Gokujō!! Mecha mote iinchō) dall'agosto 2012 al gennaio 2014.
Dal manga è stato tratto un anime di 51 episodi realizzato dallo studio SynergySP e andato in onda in Giappone su TV Tokyo dall'aprile 2009 al marzo 2010. L'anime è proseguito fino all'aprile 2011 con la seconda stagione, sottotitolata in giapponese Second Collection (セカンドコレクション?, Sekando Korekushon) e sempre di 51 episodi, di cui 12 sono il riepilogo degli ultimi 3-4 episodi precedenti con scene in live action. La serie ha ispirato un videogioco per Nintendo DS e un gioco di carte edito da Konami.
In Italia, mentre il manga è inedito, l'anime è andato onda a partire dal 7 settembre 2014 su Rai Gulp e si è concluso il 13 ottobre 2014, ma l'episodio 23 non è stato trasmesso; a partire dal 14 ottobre 2014 è iniziata la trasmissione della seconda stagione su Rai Gulp, con lo stesso titolo e con la numerazione degli episodi consecutiva a quella della prima stagione, tuttavia i 12 episodi riepilogativi noti col titolo MMTV sono stati rimossi.

## Trama
Mimi Kitagami è una studentessa liceale il cui obiettivo è di diventare il miglior presidente del consiglio degli studenti della sua scuola, però si innamora di uno dei tre ragazzi indisciplinati di cui si occupa. Mimi è bella, ha successo, ma non è vanitosa e, al contrario, cerca sempre di dare il meglio di sé per aiutare i suoi compagni di classe e non solo. 
Nel corso della serie Mimi si concentra su come aiutare le ragazze nei loro problemi quotidiani, come farsi belle, l'estetica per i vestiti, l'amore e la fiducia in se stesse.

## Personaggi

### Personaggi principali

La protagonista, Mimi Kitagami

Mimi Kitagami (北神 未海?, Kitagami Mimi)
Doppiata da: Mana Ogawa (ed. giapponese), Chiara Oliviero (ed. italiana)
Studentessa che frequenta il secondo anno della scuola superiore Musashino Moriyama (MM), è innamorata di Ushio Tōjō e vuole diventare il miglior presidente del consiglio studentesco.
Temò (テモテモ?, Temotemo, Temotemo)
Doppiata da: Chiemi Chiba (ed. giapponese), Barbara Pitotti (ed. italiana)
Criceto di Mimi Kitagami, è innamorata di Romeo.
Ushio Tōjō (東條 潮?, Tōjō Ushio)
Doppiato da: Ryō Ōshima (ed. giapponese), Mirko Cannella (ed. italiana)
Studente che frequenta la scuola superiore Musashino Moriyama (MM), è innamorato di Mimi Kitagami.
Ao Nishizaki (西崎 青?, Nishizaki Ao)
Doppiato da: Ryūtarō Abe (ed. giapponese), Daniele Raffaeli (ed. italiana)
Studente che frequenta la scuola superiore Musashino Moriyama (MM), è innamorato di Nanoka Toda.
Namito Nagumo (南雲 波人?, Nagumo Namito)
Doppiato da: Tomohiro Watanabe (ed. giapponese), Gaia Bolognesi (ed. italiana)
Studente che frequenta la scuola superiore Musashino Moriyama (MM), è innamorato di Anju Sano.

### Personaggi secondari
Rika "Riki" Sakashita (坂下 リカ 〈リカっち〉?, Sakashita Rika "Rikacchi")
Doppiata da: Hiromi Ōtsuda (ed. giapponese), Eva Padoan (ed. italiana)
Studentessa che frequenta la scuola superiore Musashino Moriyama (MM), è innamorata di Yūsaku Tōno.
Himeka Hoshino (星野 姫香?, Hoshino Himeka)
Doppiata da: Yuri Shiratori (ed. giapponese), Veronica Puccio (ed. italiana)
Studentessa che frequenta la scuola superiore Musashino Moriyama (MM).
Anju Sano (佐野 杏樹?, Sano Anju)
Doppiata da: Sayuri Yahagi (ed. giapponese), Valentina Pallavicino (ed. italiana)
Studentessa che frequenta la scuola superiore Musashino Moriyama (MM), è innamorata di Namito Nagumo.
Kaho Harui (春井 香穂?, Harui Kaho)
Doppiata da: Madoka Yonezawa (ed. giapponese), Monica Volpe (ed. italiana)
Studentessa che frequenta la scuola superiore Musashino Moriyama (MM), è innamorata di Tomoya Meru.
Ibu Himuro (氷室 衣舞?, Himuro Ibu)
Doppiata da: Risako Sugaya / Marina Inoue (da bambina) (ed. giapponese), Paola Majano (ed. italiana)
Studentessa che frequenta la scuola superiore Royal Rich (RR), è innamorata di Riki Natsume. Nell'anime, compare solo nella seconda stagione.
Mako Mimura (美村 魔子?, Mimura Mako)
Doppiata da: Misato Fukuen (ed. giapponese), Alessia La Monica (ep. 51-52) / Monica Bertolotti (ed. italiana)
Studentessa che frequenta la scuola superiore Royal Rich (RR), è innamorata di Kurosu. Nell'anime, compare solo nella seconda stagione.
Riko Kaneda (金田 利子?, Kaneda Riko)
Doppiata da: Chihiro Tagaino (ed. giapponese), Perla Liberatori (ed. italiana)
Studentessa che frequenta la scuola superiore Royal Rich (RR), la sua migliore amica è Tsukasa Kotobuki. Nell'anime, compare solo nella seconda stagione.

### Altri personaggi
Karen Himeno (姫乃 華恋?, Himeno Karen)
Doppiata da: Atsuko Enomoto (ed. giapponese), Joy Saltarelli (ed. italiana)
Studentessa che frequenta la scuola superiore Musashino Moriyama (MM), di cui la madre è presidentessa. È presidentessa del Princess Rose Club ed è innamorata di Thane Kōzuki.
Thane Kōzuki (皇月 セイン?, Kōzuki Sein, Sein Kōzuki)
Doppiato da: Kyōsuke Suzuki (ed. giapponese), Alessio De Filippis (ed. italiana)
Studente che frequenta la scuola superiore Musashino Moriyama (MM) e assistente del presidente del Princess Rose Club, è innamorato di Karen Himeno.
Rei Kenzaki (剣崎 麗?, Kenzaki Rei)
Doppiata da: Junko Takeuchi (ed. giapponese), ? (ed. italiana)
Studentessa che frequenta la scuola superiore Musashino Moriyama (MM) e assistente del presidente del Princess Rose Club.
Rui Jōgasaki (城ヶ崎 ルイ?, Jōgasaki Rui)
Doppiata da: Ryōko Shiraishi (ed. giapponese), Eleonora Reti (ed. italiana)
Studentessa che frequenta la scuola superiore Musashino Moriyama (MM), sorella di Reita, vuole diventare la miglior presidentessa del consiglio studentesco.
Reita Jōgasaki (城ヶ崎 礼太?, Jōgasaki Reita)
Doppiato da: Hiroshi Okamoto (ed. giapponese), Alex Polidori (ed. italiana)
Studente che frequenta la scuola superiore Musashino Moriyama (MM), fratello di Rui.
Romeo (ロミオ?, Romio)
Doppiato da: Kumiko Higa (ed. giapponese), Paola Majano (ed. italiana)
Criceto che è innamorato di Temò.
Jewel (ジュエル?, Jueru)
Doppiata da: Naomi Takada (ed. giapponese), ? (ed. italiana)
Scoiattolo di Karen Himeno, è innamorata di Romeo.
Nanoka Toda (戸田 菜花?, Toda Nanoka)
Doppiata da: Maria Yamamoto (ed. giapponese), Antonella Baldini (ed. italiana)
Studentessa che frequenta la scuola superiore Musashino Moriyama (MM), è innamorata di Ao Nishizaki.
Yūsaku Tōno (遠野 優作?, Tōno Yūsaku)
Doppiato da: Tsubasa Takanohashi (ed. giapponese), Alex Polidori (1ª voce) / ? (2ª voce) (ed. italiana)
Studente che frequenta la scuola superiore Musashino Moriyama (MM), è innamorato di Rika Sakashita.
Tomoya Meru (芽留 友哉?, Meru Tomoya)
Doppiato da: Takuya Kuriyama (ed. giapponese), Ezio Conenna (ed. italiana)
Studente che frequenta la scuola superiore, è innamorato di Kaho Harui.
Arisa Yukishita (雪下 亜莉沙?, Yukishita Arisa)
Doppiata da: Ryōka Yuzuki (ed. giapponese), Eleonora Reti (ed. italiana)
Compagna di classe alle medie di Ushio, si è trasferita nella Musashino Moriyama per il ragazzo che le piace, un vecchio amico di Ushio.
Marin Momori (桃里 まりん?, Momori Marin)
Doppiata da: Yukari Tamura (ed. giapponese), Valeria Vidali (ed. italiana)
È una ragazzina che vuole diventare una super idol. È stata aiutata più volte da Mimi.
Maasa Minami (南 まあさ?, Minami Maasa)
Doppiata da: Mai Aizawa (ed. giapponese), Tatiana Dessi (ed. italiana)
È una ragazzina che è stata aiutata da Mimi per tre episodi a diventare una modella professionista.
François Goshogawara (五所川原 フランソワ?, Goshogawara Furansowa)
Doppiato da: Tetsuya Kakihara (ed. giapponese), Lorenzo De Angelis (ed. italiana)
È un nuovo studente trasferitosi in Giappone alla Musashino Moriyama (MM) insieme alla sua fidanzata Mai Uemura conosciuta in Francia. All'inizio faceva lo spavaldo con le altre ragazze tra le quali anche Mimi perché credeva che Mai non lo amasse e che fosse innamorata di Rodríguez, il capo di una band heavy metal.
Mai Uemura (上村 真衣?, Uemura Mai)
È la fidanzata di François che all'inizio voleva lasciare perché credeva che le cose tra loro non potessero funzionare, ma poi Mimi ha chiarito i malintesi che c'erano tra di loro, ma nonostante questo va pazza lo stesso per Rodriguez come cantante.
Rodríguez 13
Doppiato da: Naoto Ōtomo (ed. giapponese), Simone Veltroni (ed. italiana)
È il capo di una band heavy metal un po' satanica che suona in uno strano posto dove va sempre Mai, alla fine ci andrà insieme a François e dopo essere saliti sul palco dimostreranno il loro vero amore alla francese con un balletto, ma nonostante questo Rodríguez rimane impassibile continua a suonare come se niente fosse.
Riki Natsume (夏目 力?, Natsume Riki)
Doppiato da: Hidenobu Kiuchi (ed. giapponese), Alessio De Filippis (ed. italiana)
Studente che si è trasferito alla scuola superiore Musashino Moriyama (MM) dopo aver vissuto alle Hawaii per cinque anni, è innamorato della sua amica d'infanzia Ibu Himuro. Questo personaggio è presente soltanto nella seconda stagione dell'anime.
Kurosu "Babbo Natale" (黒須 三太 〈サンタ・クロース〉?, Kurosu Santa "Santa Kurōsu", Santa Kurosu "Santa Claus")
Doppiato da: Kōichi Bandō (ed. giapponese), Laura Cosenza (ed. italiana)
Amico d'infanzia di Mako che ha ritrovato dopo tanto tempo, è innamorato di Mako e ricambiato da lei, si fidanzeranno nelle ultime puntate, lei lo ha soprannominato Babbo Natale a causa della somiglianza fonetica con Santa Claus. Nell'anime, compare solo nella seconda stagione.
Tsukasa Kotobuki (寿 司?, Kotobuki Tsukasa)
Doppiata da: Akemi Kanda (ed. giapponese), Antonella Baldini (ed. italiana)
Amica di vecchia data di Riko che all'improvviso non è più una celebrità come lei perché il padre ha lasciato il posto di proprietario di ristoranti famosi in tutto il mondo per inseguire il suo sogno di fare il pescatore, frequenta anche lei la Musashino Moriyama (MM) ed alla fine Riko capirà di volerle bene davvero e torneranno amiche inseparabili nonostante lei sia una celebrità ricchissima di fama mondiale. Nell'anime, compare solo nella seconda stagione.
Mari "Marippe" Konaka (小中 真里 〈まりっぺ〉?, Konaka Mari "Marippe")
Doppiata da: Yū Shimamura (ed. giapponese), Tatiana Dessi (ep. 51-52) / ? (ep. successivi) (ed. italiana)
Studentessa che frequenta la scuola superiore Royal Rich (RR) e che poi si trasferisce alla Musashino Moriyama (MM), si è trasferita nella scuola di Mimi perché vuole essere come lei, per dare consigli ed aiutare gli altri, è una ragazza un po' paffuta, è innamorata e fidanzata con Nagato. Nell'anime, compare solo nella seconda stagione.
Nagato (長門?, Nagato)
Doppiato da: Taketoshi Kawano (ed. giapponese), ? (ed. italiana)
Fidanzato di Mari e studente che frequenta la scuola superiore Royal Rich (RR). Nell'anime, compare solo nella seconda stagione.
Naomi (ナオミ?, Naomi)
Doppiata da: ? (ed. giapponese), Tatiana Dessi (ed. italiana)
Ragazza che si è trasferita nella Musashino Moriyama (MM) dall'America ma che ci è tornata subito dopo 2 episodi per ragioni sconosciute, si era trasferita in Giappone solo per ritrovare il profumo che usava la sua defunta madre, che si è scoperto essere viva. Nell'anime, compare solo nella seconda stagione.

## Manga
Il manga è stato pubblicato sulla rivista Ciao a partire dal gennaio 2006 e successivamente serializzato in 17 tankōbon dall'agosto dello stesso anno al luglio 2012. Ad agosto 2012 la serie è proseguita per altri 5 volumi con il titolo Shin Gokujō!! Mecha mote iinchō (新・極上！！めちゃモテ委員長?, Shin Gokujō!! Mecha mote iinchō).

### Volumi
| Gokujō!! Mecha mote iinchō (17 volumi)     |                  |                        |
| 1                                          | 5 agosto 2006    | ISBN 4-09-130510-5     |
| 2                                          | 5 dicembre 2006  | ISBN 4-09-130660-8     |
| 3                                          | 5 febbraio 2007  | ISBN 4-09-130806-6     |
| 4                                          | 5 giugno 2007    | ISBN 978-4-09-131099-6 |
| 5                                          | 5 settembre 2007 | ISBN 978-4-09-131233-4 |
| 6                                          | 5 marzo 2008     | ISBN 978-4-09-131507-6 |
| 7                                          | 6 settembre 2008 | ISBN 978-4-09-131795-7 |
| 8                                          | 31 dicembre 2008 | ISBN 978-4-09-132270-8 |
| 9                                          | 3 maggio 2009    | ISBN 978-4-09-132343-9 |
| 10                                         | 2 settembre 2009 | ISBN 978-4-09-132646-1 |
| 11                                         | 6 aprile 2010    | ISBN 978-4-09-133249-3 |
| 12                                         | 4 agosto 2010    | ISBN 978-4-09-133375-9 |
| 13                                         | 6 novembre 2010  | ISBN 978-4-09-133440-4 |
| 14                                         | 6 aprile 2011    | ISBN 978-4-09-133769-6 |
| 15                                         | 6 settembre 2011 | ISBN 978-4-09-133887-7 |
| 16                                         | 6 marzo 2012     | ISBN 978-4-09-134239-3 |
| 17                                         | 4 luglio 2012    | ISBN 978-4-09-134564-6 |
| Shin Gokujō!! Mecha mote iinchō (5 volumi) |                  |                        |
| 1                                          | 5 febbraio 2013  | ISBN 978-4-09-135143-2 |
| 2                                          | 5 giugno 2013    | ISBN 978-4-09-135276-7 |
| 3                                          | 4 dicembre 2013  | ISBN 978-4-09-135608-6 |
| 4                                          | 4 novembre 2014  | ISBN 978-4-09-136600-9 |
| 5                                          | 4 novembre 2015  | ISBN 978-4-09-137890-3 |

## Anime

### Episodi
| Nº Ja                         | Nº It | Titolo italiano Giapponese 「Kanji」 - Rōmaji - Traduzione letterale | In onda           | In onda           |
| Nº Ja                         | Nº It | Titolo italiano Giapponese 「Kanji」 - Rōmaji - Traduzione letterale | Giapponese        | Italiano          |
| Prima stagione (51 episodi)   |       | |                   |                   |
| 1                             | 1     | Una super rappresentante di classe 「噂のめちゃモテ委員長ですわっ」 - Uwasa no mecha mote iinchō desu wa – "È la vociferata grande e popolare presidentessa del consiglio studentesco"                 | 4 aprile 2009     | 7 settembre 2014  |
| 2                             | 2     | Principesse si diventa 「ミラクルチェンジ大作戦ですわっ」 - Mirakuru chenji daisakusen desu wa – "È la grande strategia del cambiamento miracoloso"                                                    | 11 aprile 2009    | 8 settembre 2014  |
| 3                             | 3     | Non esistono missioni impossibili 「ツルピカお肌でめちゃモテですわっ」 - Tsurupika wo hada de mecha mote desu wa                                                                                       | 18 aprile 2009    | 9 settembre 2014  |
| 4                             | 4     | Lezioni di stile 「恋するミニスカ大作戦ですわっ」 - Koisuru mini suka daisakusen desu wa – "È la grande strategia della minigonna adorabile"                                                           | 25 aprile 2009    | 10 settembre 2014 |
| 5                             | 5     | Problemi in cucina 「姿勢正してモテ子に変身ですわっ」 - Shisei seishite moteko ni henshin desu wa | 2 maggio 2009     | 11 settembre 2014 |
| 6                             | 6     | Pene d'amore 「涙のさよならミッションですわっ」 - Namida no sayonara misshon desu wa – "È la missione dell'addio alle lacrime"                                                                         | 9 maggio 2009     | 12 settembre 2014 |
| 7                             | 7     | Una presidentessa molto severa 「ジミ子から⋯ ジミモテ子に変身ですわっ」 - Jimi ko kara… Jimi moteko ni henshin desu wa – "Da Jimiko… si è trasformata in una popolare Jimiko"                          | 16 maggio 2009    | 13 settembre 2014 |
| 8                             | 8     | Appuntamento al cinema (prima parte) 「まさかの恋のトライアングルですわっ 前編」 - Masaka no koi no toraianguru desu wa · zenpen – "È un improbabile triangolo d'amore · prima parte"                  | 23 maggio 2009    | 14 settembre 2014 |
| 9                             | 9     | Appuntamento al cinema (seconda parte) 「まさかの恋のトライアングルですわっ 後篇」 - Masaka no koi no toraianguru desu wa · kōhen – "È un improbabile triangolo d'amore · seconda parte"               | 30 maggio 2009    | 15 settembre 2014 |
| 10                            | 10    | La leggenda della maratona 「きらモテ！ネイル大作戦ですわっ」 - Kira mote! Neiru daisakusen desu wa | 6 giugno 2009     | 16 settembre 2014 |
| 11                            | 11    | Gli opposti si attraggono 「桜色！ラブパワー大作戦ですわっ」 - Sakura iro! Rabu pawā daisakusen desu wa – "Color ciliegio! È una grande strategia di potere d'amore"                                   | 13 giugno 2009    | 17 settembre 2014 |
| 12                            | 12    | Maschiaccio 「変身☆ハンサムモテ子にな～れですわっ」 - Henshin ☆ hansamu moteko ni na~re desu wa – "Trasformazione ☆ Diventerà una strepitosa ragazza"                                                  | 20 giugno 2009    | 18 settembre 2014 |
| 13                            | 13    | L'importanza delle parole 「言葉は心の鏡、ミッションすみまペンですわっ」 - Kotoba wa kokoro no kagami, misshon sumi ma pen desu wa                                                                     | 27 giugno 2009    | 19 settembre 2014 |
| 14                            | 14    | Amore per lo studio 「王子様はブルーですわっ」 - Ōji-sama wa burū desu wa – "Il principe è triste" | 4 luglio 2009     | 20 settembre 2014 |
| 15                            | 15    | Metti un turbo nell'armadio 「くるりん！きまわしコーデでモテファッションですわっ」 - Kururin! Kimawashi kōde de mote fasshon desu wa                                                                   | 11 luglio 2009    | 21 settembre 2014 |
| 16                            | 16    | È estate! Tutti al campo scuola 「夏ですわっ！臨海学校ですわっ」 - Natsu desu wa! Rinkai gakkō desu wa                                                                                                 | 18 luglio 2009    | 23 settembre 2014 |
| 17                            | 17    | Cuore in tumulto 「夏の海は大荒れ、恋する乙女心も荒れ荒れですわっ」 - Natsu no umi wa ōare, koisuru otome kokoro mo are are desu wa                                                                    | 25 luglio 2009    | 24 settembre 2014 |
| 18                            | 18    | Il ragazzo sbagliato 「モテ子は前を向いて歩くんですわっ」 - Moteko wa mae wo muite arukun desu wa | 1º agosto 2009    | 24 settembre 2014 |
| 19                            | 19    | Foto ricordo 「スマイル！めちゃモテ未海でフォトジェニックですわっ」 - Sumairu! Mecha mote Mimi de fotojenikku desu wa                                                                                  | 8 agosto 2009     | 25 settembre 2014 |
| 20                            | 20    | Modella per un giorno 「委員長、まさかのスタイリストデビュー！？ですわっ」 - Iinchō, masaka no sutairisuto debyū!? Desu wa                                                                             | 15 agosto 2009    | 25 settembre 2014 |
| 21                            | 21    | Il provino per la Angel 「オーディション！？未海ちゃんＤＯＫＩ☆ＤＯＫＩですわっ」 - Ōdishon!? Mimi-chan DOKI☆DOKI desu wa – "L'audizione!? Mimi è DOKI☆DOKI"                                           | 22 agosto 2009    | 26 settembre 2014 |
| 22                            | 22    | Il provino di Maasa 「最終審査！めざせ極上モデルですわっ」 - Saishū shinsa! Mezase gokujō moderu desu wa                                                                                               | 29 agosto 2009    | 26 settembre 2014 |
| 23                            | -     | 「めちゃモテ☆ボーイズ メモワールですわっ」 - Mecha mote☆bōizu memowāru desu wa | 5 settembre 2009  | non trasmesso     |
| 24                            | 23    | La regola della sottrazione 「秋色おしゃれ！の引き算マスターですわっ」 - Shūshoku oshare! No hikizan masutā desu wa                                                                                    | 12 settembre 2009 | 27 settembre 2014 |
| 25                            | 24    | Bellezza acqua e sapone 「めざせすっぴんモテ子！野菜を食べやさいですわっ」 - Mezase suppin moteko! Yasai wo tabe yasai desu wa                                                                         | 19 settembre 2009 | 27 settembre 2014 |
| 26                            | 25    | La ragazza del club del coro 「文化祭！めちゃモテ合唱部ですわっ」 - Bunkamatsuri! Mecha mote gasshō-bu desu wa                                                                                         | 26 settembre 2009 | 29 settembre 2014 |
| 27                            | 26    | Un debutto inaspettato 「北神未海うたいます！とどけ恋の応援歌ですわっ」 - Kitagami Mimi utaimasu! Todoke koi no ōen uta desu wa                                                                        | 3 ottobre 2009    | 29 settembre 2014 |
| 28                            | 27    | Sfida di stile 「ライバルはセクシー委員長ですわっ」 - Raibaru wa sekushī iinchō desu wa | 10 ottobre 2009   | 30 settembre 2014 |
| 29                            | 28    | I colori della Terra 「アースカラーで明日から爽やかですわっ」 - Āsukarā de ashita kara sawayaka desu wa                                                                                                | 17 ottobre 2009   | 30 settembre 2014 |
| 30                            | 29    | Il ballo in maschera 「Ｏｈロミオさま！テモテモの恋ですわっ」 - Oh Romio-sama! Temotemo no koi desu wa – "Oh Romeo! È l'amore di Temotemo"                                                             | 24 ottobre 2009   | 1º ottobre 2014   |
| 31                            | 30    | Concorso "Bella Ragazza" 「恋のバトル！ビューティーガール検定ですわっ」 - Koi no batoru! Byūtīgāru kentei desu wa                                                                                      | 31 ottobre 2009   | 1º ottobre 2014   |
| 32                            | 31    | La verità di Rui 「イメチェン対決！ミラクルＶＳセクシーですわっ」 - Imechen taiketsu! Mirakuru VS sekushī desu wa                                                                                      | 7 novembre 2009   | 2 ottobre 2014    |
| 33                            | 32    | La finale del concorso di bellezza 「生まれ変われ女の子！レッツ・ビューティフルですわっ」 - Umarekaware onnanoko! Rettsu byūtifuru desu wa                                                             | 14 novembre 2009  | 2 ottobre 2014    |
| 34                            | 33    | La prova supplementare 「延長戦！花嫁のティアラは誰の手にですわっ」 - Enchō-sen! Hanayome no tiara wa dare no te ni desu wa                                                                            | 21 novembre 2009  | 3 ottobre 2014    |
| 35                            | 34    | Angolo dei consigli 「開設！委員長のめちゃモテ相談室ですわっ」 - Kaisetsu! Iinchō no mecha mote sōdanshitsu desu wa                                                                                    | 28 novembre 2009  | 3 ottobre 2014    |
| 36                            | 35    | Il principe super fascinoso 「ジュテーム！めちゃモテ王子とニコイチですわっ」 - Jutēmu! Mechamote ōji to nikoichi desu wa                                                                               | 5 dicembre 2009   | 4 ottobre 2014    |
| 37                            | 36    | Karen scioglie il Princess Rose Club 「プリクラ解散！？可憐なニキビで大騒動ですわっ」 - Purikura kaisan!? Karen'na nikibi de ōsōdō desu wa                                                             | 12 dicembre 2009  | 4 ottobre 2014    |
| 38                            | 37    | Regali di Natale 「オンリーワンの輝き！クリスマスアクセですわっ」 - Onrīwan no kagayaki! Kurisumasu akuse desu wa                                                                                      | 19 dicembre 2009  | 6 ottobre 2014    |
| 39                            | 38    | Una sfilata per gli accessori 「二人でチェリー！約束のピンキーリングですわっ」 - Futari de cherī! Yakusoku no pinkī ringu desu wa                                                                      | 26 dicembre 2009  | 6 ottobre 2014    |
| 40                            | 39    | Anju e il freddo 「乙女の足はホットラブリーでいくのですわっ」 - Otome no ashi wa hotto raburī de iku no desu wa                                                                                        | 9 gennaio 2010    | 7 ottobre 2014    |
| 41                            | 40    | Lezioni di bon ton 「メイドデビュー！？おもてなしでめちゃモテですわっ」 - Meido debyū!? Omotenashi de mecha mote desu wa                                                                               | 16 gennaio 2010   | 7 ottobre 2014    |
| 42                            | 41    | Le dame in nero 「十人十色！ブラックコーデはこうでねえとですわっ」 - Jūninto iro! Burakku kōde wa kōdenēto desu wa                                                                                     | 23 gennaio 2010   | 8 ottobre 2014    |
| 43                            | 42    | Cigni bianchi 「レッツモテレッチ！美脚モテ子に変身ですわっ」 - Rettsu mote recchi! Bikyaku moteko ni henshin desu wa                                                                                   | 30 gennaio 2010   | 8 ottobre 2014    |
| 44                            | 43    | Sfida all'ultimo saldo 「バーゲンでおしゃれバトルですわっ」 - Bāgen de oshare batoru desu wa | 6 febbraio 2010   | 9 ottobre 2014    |
| 45                            | 44    | Un regalo per San Valentino 「きらきらバレンタイン！プレゼントはおまかせですわっ」 - Kirakira Barentain! Purezento wa omakase desu wa – "San Valentino scintillante! Per il regalo lasciate fare a me" | 13 febbraio 2010  | 9 ottobre 2014    |
| 46                            | 45    | Mangia con amore 「めちゃモテボディはハート食べですわっ」 - Mecha mote bodi wa hāto tabe desu wa | 20 febbraio 2010  | 10 ottobre 2014   |
| 47                            | 46    | Una scarpa per ogni occasione 「足元モテ子でシンデレラですわっ」 - Ashimoto moteko de Shinderera desu wa                                                                                               | 27 febbraio 2010  | 10 ottobre 2014   |
| 48                            | 47    | Principessa rock 「ラブＭＩＸ！王子の愛でロックプリンセスですわっ」 - Rabu MIX! Ōji no ai de rokku purinsesu desu wa                                                                                   | 6 marzo 2010      | 11 ottobre 2014   |
| 49                            | 48    | Calde ma chic 「春よ来い！あったか着やせテクですわっ」 - Haru yo koi! Attakaki yase teku desu wa | 13 marzo 2010     | 11 ottobre 2014   |
| 50                            | 49    | Il segreto di Mimi 「伝説のヤンキー！やんちゃなレディーにさよならですわっ」 - Densetsu no yankī! Yanchana redī ni sayonara desu wa                                                                     | 20 marzo 2010     | 13 ottobre 2014   |
| 51                            | 50    | Lezioni di fascino 「委員長誕生！涙のミラクルチェンジですわっ」 - Iinchō tanjō! Namida no mirakuru chenji desu wa                                                                                      | 27 marzo 2010     | 13 ottobre 2014   |
| Seconda stagione (51 episodi) |       | |                   |                   |
| 1                             | 51    | Una rivale all'orizzonte 「おしゃれ番長！？ライバル登場ですわっ」 - Oshare banchō!? Raibaru tōjō desu wa                                                                                               | 3 aprile 2010     | 14 ottobre 2014   |
| 2                             | 52    | La seconda sfida con la mitica Ibu 「ぽっちゃりモテ子でモテデコですわっ」 - Pocchari moteko de mote deko desu wa                                                                                       | 10 aprile 2010    | 14 ottobre 2014   |
| 3                             | 53    | La manicure del buonumore 「小悪魔モテ子とネイル対決ですわっ」 - Shōakuma moteko to neiru taiketsu desu wa                                                                                             | 17 aprile 2010    | 15 ottobre 2014   |
| 4                             | -     | 「ＭＭＴＶ ｖｏｌ．１」 - MMTV vol. 1 – "Mecha Mote TeleVision volume 1" | 24 aprile 2010    | –                 |
| 5                             | 54    | Il taccuino di Mimi 「モテデコ手帳！セレブもビックリ大人コーデですわっ」 - Mote deko techō! Serebu mo bikkuri otona kōde desu wa                                                                       | 1º maggio 2010    | 15 ottobre 2014   |
| 6                             | 55    | Il fiocco perfetto 「モテアイテム！二人を結ぶリボンコーデですわっ」 - Mote aitemu! Futari wo musubu ribon kōde desu wa                                                                                 | 8 maggio 2010     | 16 ottobre 2014   |
| 7                             | 56    | Una minigonna per tutte 「ミニスカはいて モテ子の道をすすむんですわっ」 - Mini suka wa ite Moteko no michi wo susumu ndesu wa                                                                          | 15 maggio 2010    | 16 ottobre 2014   |
| 8                             | 57    | La bella addormentata 「寝る子はモテる！？眠れる森のモテ子対決ですわっ」 - Neruko wa moteru!? Nemureru mori no moteko taiketsu desu wa                                                                 | 22 maggio 2010    | 17 ottobre 2014   |
| 9                             | -     | 「ＭＭＴＶ ｖｏｌ．２」 - MMTV vol. 2 – "Mecha Mote TeleVision volume 2" | 29 maggio 2010    | –                 |
| 10                            | 58    | Appuntamento sotto la pioggia 「モテレイン♪ 雨の日はデートびよりですわっ」 - Mote rein♪ Ame no hi wa dēto biyori desu wa                                                                               | 5 giugno 2010     | 17 ottobre 2014   |
| 11                            | 59    | Occhi da gatto 「モテますカラでデカ目にな～れですわっ」 - Mote masu kara de deka-me ni na~re desu wa                                                                                                   | 12 giugno 2010    | 18 ottobre 2014   |
| 12                            | 60    | Amicizie interessate 「モテデコ文房具で友だちゲットですわっ」 - Mote deko bunbōgu de tomodachi getto desu wa                                                                                           | 19 giugno 2010    | 18 ottobre 2014   |
| 13                            | -     | 「ＭＭＴＶ ｖｏｌ．３」 - MMTV vol. 3 – "Mecha Mote TeleVision volume 3" | 26 giugno 2010    | –                 |
| 14                            | 61    | Un compleanno speciale 「夏男登場！めちゃモテメンズコレクションですわっ」 - Natsu otoko tōjō! Mecha mote menzu korekushon desu wa                                                                      | 3 luglio 2010     | 20 ottobre 2014   |
| 15                            | 62    | L'importanza del passato 「チャームは思い出のしおりですわっ」 - Chāmu wa omoide no shiori desu wa | 10 luglio 2010    | 20 ottobre 2014   |
| 16                            | 63    | Il look marinaro 「モテ子の夏はマリンルックで決まりっですわっ」 - Moteko no natsu wa marin rukku de kimari desu wa                                                                                     | 17 luglio 2010    | 21 ottobre 2014   |
| 17                            | 64    | Operazione costumi da mare 「めちゃモテ水着で海辺のヒロインですわっ」 - Mecha mote mizugi de umibe no hiroin desu wa                                                                                   | 24 luglio 2010    | 21 ottobre 2014   |
| 18                            | -     | 「ＭＭＴＶ ｖｏｌ．４」 - MMTV vol. 4 – "Mecha Mote TeleVision volume 4" | 31 luglio 2010    | –                 |
| 19                            | 65    | L'appuntamento di Aoi 「メガバッグで恋の一本勝負ですわっ」 - Mega baggu de koi no ipponshōbu desu wa                                                                                                   | 7 agosto 2010     | 22 ottobre 2014   |
| 20                            | 66    | Tutte al pigiama party! 「レッツお泊まり会 集まれめちゃモテガールズですわっ」 - Rettsu o tomari-kai Atsumare mecha mote gāruzu desu wa                                                                 | 14 agosto 2010    | 22 ottobre 2014   |
| 21                            | 67    | Frullato di energia 「夏の恋はスムージーでスムーズですわっ」 - Natsu no koi wa sumūjī de sumūzu desu wa                                                                                                | 21 agosto 2010    | 23 ottobre 2014   |
| 22                            | -     | 「ＭＭＴＶ ｖｏｌ．５」 - MMTV vol. 5 – "Mecha Mote TeleVision volume 5" | 28 agosto 2010    | –                 |
| 23                            | 68    | I teneri orsetti di Marippe 「モテグマで広がれ！友だちの輪！ですわっ」 - Mote guma de hirogare! Tomodachi no wa! Desu wa                                                                               | 4 settembre 2010  | 23 ottobre 2014   |
| 24                            | 69    | Un invito per il the 「親子でハッピーモテデコリメイクですわっ」 - Oyako de happī mote deko rimeiku desu wa                                                                                             | 11 settembre 2010 | 24 ottobre 2014   |
| 25                            | 70    | Il caffè della moda 「セクシー委員長ふたたび！めちゃモテ文化祭ですわっ」 - Sekushī iinchō futatabi! Mecha mote bunkamatsuri desu wa                                                                    | 18 settembre 2010 | 24 ottobre 2014   |
| 26                            | -     | 「ＭＭＴＶ ｖｏｌ．６」 - MMTV vol. 6 – "Mecha Mote TeleVision volume 6" | 25 settembre 2010 | –                 |
| 27                            | 71    | Pop show ragazza alla moda 「マイドリーム！めちゃモテガールズコレクションですわっ」 - Mai Dorīmu! Mecha mote gāruzu korekushon desu wa – "My Dream! È la grande e popolare girls collection"           | 2 ottobre 2010    | 25 ottobre 2014   |
| 28                            | 72    | La matematica del colore 「カラーコーデで恋の方程式ですわっ」 - Karā kōde de koi no hōteishiki desu wa                                                                                                 | 9 ottobre 2010    | 25 ottobre 2014   |
| 29                            | 73    | La classe non è acqua 「ラブリー？セクシー？ヒョウ柄対決ですわっ」 - Raburī? Sekushī? Hyō-gara taiketsu desu wa                                                                                        | 16 ottobre 2010   | 27 ottobre 2014   |
| 30                            | 74    | In volo verso il mondo 「バニティで目指せ 世界のモテ子ですわっ」 - Baniti de mezase Sekai no moteko desu wa                                                                                            | 23 ottobre 2010   | 27 ottobre 2014   |
| 31                            | -     | 「ＭＭＴＶ ｖｏｌ．７」 - MMTV vol. 7 – "Mecha Mote TeleVision volume 7" | 30 ottobre 2010   | –                 |
| 32                            | 75    | Dolce e salato 「モテ弁当であまーいピクニックですわっ」 - Mote bentō de amāi pikunikku desu wa | 6 novembre 2010   | 28 ottobre 2014   |
| 33                            | 76    | La profumata Naomi 「ハリウッドセレブ！香りは恋のパートナーですわっ」 - Hariuddo serebu! Kaori wa koi no pātonā desu wa – "Celebrità di Hollywood! La fragranza è un partner in amore"                 | 13 novembre 2010  | 28 ottobre 2014   |
| 34                            | 77    | Il linguaggio dei fiori 「香りはモテ子のアクセサリーですわっ」 - Kaori wa moteko no akusesarī desu wa                                                                                                  | 20 novembre 2010  | 29 ottobre 2014   |
| 35                            | -     | 「ＭＭＴＶ ｖｏｌ．８」 - MMTV vol. 8 – "Mecha Mote TeleVision volume 8" | 27 novembre 2010  | –                 |
| 36                            | 78    | Un caldo inverno 「冬モテはブーツできまりですわっ」 - Fuyu mote wa būtsu de kimari desu wa | 4 dicembre 2010   | 29 ottobre 2014   |
| 37                            | 79    | Utako non cambiare 「モテ子はそばかすなんか気にしない！ですわっ」 - Moteko wa sobakasu nanka kinishinai! Desu wa                                                                                       | 11 dicembre 2010  | 30 ottobre 2014   |
| 38                            | 80    | L'arrivo di Babbo Natale 「ミラクルクリスマス♥運命のサンタさんですわっ」 - Mirakuru Kurisumasu ♥ unmei no Santa-san desu wa – "Miracle Christmas ♥ è Babbo Natale del destino"                         | 18 dicembre 2010  | 30 ottobre 2014   |
| 39                            | -     | 「ＭＭＴＶ ｖｏｌ．９」 - MMTV vol. 9 – "Mecha Mote TeleVision volume 9" | 25 dicembre 2010  | –                 |
| 40                            | 81    | Risparmia e sogna 「できるモテ子は夢をかなえるモテ貯金ですわっ」 - Dekiru moteko wa yume wo kanaeru mote chokin desu wa                                                                                | 8 gennaio 2011    | 31 ottobre 2014   |
| 41                            | 82    | L'apparenza inganna 「美女と野獣！お嬢様とコワモテ番長の恋ですわっ」 - Bijo to yajū! Ojōsama to kowa mote banchō no koi desu wa                                                                        | 15 gennaio 2011   | 31 ottobre 2014   |
| 42                            | 83    | Bianco come la neve 「冬をモテデコ！雪ガールコーデでラブラブですわっ」 - Fuyu wo mote deko! Yuki gāru kōde de raburabu desu wa                                                                         | 22 gennaio 2011   | 1º novembre 2014  |
| 43                            | -     | 「ＭＭＴＶ ｖｏｌ．１０」 - MMTV vol. 10 – "Mecha Mote TeleVision volume 10" | 29 gennaio 2011   | –                 |
| 44                            | 84    | Romeo e Giulietta 「ちょっと上いくモテ子は聞き上手ですわっ」 - Chotto ue iku moteko wa kikijōzu desu wa                                                                                                | 5 febbraio 2011   | 1º novembre 2014  |
| 45                            | 85    | Evviva il cioccolato 「みんなでハッピー！友チョコバレンタインですわっ」 - Minna de happī! Tomo choko barentain desu wa                                                                                 | 12 febbraio 2011  | 3 novembre 2014   |
| 46                            | 86    | Chi trova un amico trova un tesoro 「モテ子の友情はプライスレスですわっ」 - Moteko no yūjō wa puraisuresu desu wa                                                                                      | 19 febbraio 2011  | 3 novembre 2014   |
| 47                            | -     | 「ＭＭＴＶ ｖｏｌ．１１」 - MMTV vol. 11 – "Mecha Mote TeleVision volume 11" | 26 febbraio 2011  | –                 |
| 48                            | 87    | Il giorno bianco 「初恋とリボンとホワイトデーですわっ」 - Hatsukoi to ribon to howaito dē desu wa – "Con il primo amore, un fiocco e il White Day"                                                     | 5 marzo 2011      | 4 novembre 2014   |
| 49                            | 88    | Proposta inaspettata 「委員長卒業！？芸能界デビュー！？ですわっ」 - Iinchō sotsugyō!? Geinō-kai debyū!? Desu wa                                                                                        | 19 marzo 2011     | 4 novembre 2014   |
| 50                            | 89    | Appuntamento a sorpresa 「モテ子は永遠に不滅ですわっ」 - Moteko wa eien ni fumetsu desu wa | 26 marzo 2011     | 5 novembre 2014   |
| 51                            | -     | 「ＭＭＴＶ ｖｏｌ．１２」 - MMTV vol. 12 – "Mecha Mote TeleVision volume 12" | 10 aprile 2011    | –                 |

### Sigle
La sigla italiana, scritta e composta da Valerio Gallo Curcio e Stefano Pallotti ed interpretata da Ambra Lo Faro, presenta un arrangiamento completamente diverso dalle originali e viene usata sia in apertura che in chiusura.
Sigla di apertura
- Mecha mote I LOVE YOU (めちゃモテ Ｉ ＬＯＶＥ ＹＯＵ?), dei MM Gakuen Gasshōbu (ep. 1-27)
- Daisuki ni nare! (大好きになれっ！?), di Mimi Kitagami (Mana Ogawa) with MM Gakuen Gasshōbu (ep. 28-43)
- Genki ni nare! (元気になれっ！?), di Mimi Kitagami (Mana Ogawa) with MM Gakuen Gasshōbu (ep. 44-51)
- Kimi ga shuyaku-sa! (君が主役さっ！?), di Mimi Kitagami (Mana Ogawa) with MM Gakuen Gasshōbu (seconda serie; ep. 1-27 [52-78])
- Oshare My Dream (おしゃれ マイドリーム?), di Mimi Kitagami (Mana Ogawa) with MM Gakuen Gasshōbu (seconda serie; ep. 28-51 [79-102])

Sigla di chiusura
- Kirei ni naritai (キレイになりたい?), dei MM Gakuen Gasshōbu (ep. 1-13)
- Mecha mote! Summer (めちゃモテ！サマー?), dei MM Gakuen Gasshōbu (ep. 14-27)
- Kokoro kimi ni todoke (こころ 君に届け?), dei MM3 (Ushio Tōjō [Ryō Ōshima], Ao Nishizaki [Ryūtarō Abe], Namito Nagumo [Tomohiro Watanabe]) (ep. 28-39)
- Genki ni nare! (元気になれっ！?), di Mimi Kitagami (Mana Ogawa) with MM Gakuen Gasshōbu (ep. 40-43)
- Mote Recchi Song (モテレッチソング?), di Mimi Kitagami (Mana Ogawa) with MM Gakuen Gasshōbu (ep. 44-51, MMTV vol. 5)
- Kono te no naka ni (この手の中に?), dei MM3 (Ushio Tōjō [Ryō Ōshima], Ao Nishizaki [Ryūtarō Abe], Namito Nagumo [Tomohiro Watanabe]) (seconda serie; ep. 1-12 [52-63])
- Mecha mote tai! (めちゃモテたいっ！?), di Mimi Kitagami (Mana Ogawa) with MM Gakuen Gasshōbu (seconda serie; ep. 13-27 [65-78])
- Mote Recchi Song 2 (モテレッチソング２?), di Mimi Kitagami (Mana Ogawa) with MM Gakuen Gasshōbu (MMTV vol. 6)
- Elegant Girl (エレガントガール?), di Ibu Himuro (Risako Sugaya/Berryz Kobo) (seconda serie; ep. 28-51 [79-101])

Sigla di apertura e di chiusura italiana
- Sì o no, di Ambra Lo Faro

### Adattamento italiano

#### Nomi dei personaggi
Nella versione italiana sono stati modificati alcuni nomi:
- Il nome di Temotemo è stato modificato in Temò.
- Il soprannome di Rika Sakashita è stato modificato da "Rikacchi" a "Riki".
- Il nome di Santa Kurosu è stato semplificato in Kurosu (il cognome Kurosu è diventato il nome e il nome Santa è stato omesso) e il suo soprannome "Santa Claus" è stato tradotto nell'equivalente italiano "Babbo Natale".

Inoltre i nomi di alcuni personaggi sono stati pronunciati in modo non corretto: 
- In alcuni nomi la sillaba "shi" diventa "si" anziché "sci" (Il nome di Ushio Tōjō pronunciato Usio anziché Uscio, il cognome di Ao Nishizaki pronunciato Nisizachi anziché Niscizachi), mentre in altri è stata pronunciata correttamente.
- In tutti i nomi le sillabe "ha", "hi" e "ho" non sono state pronunciate con la "h" aspirata.
- Il nome di Thane Kōzuki è stato pronunciato Tane anziché Thane (ˈʈʰaːɳeː).

#### Censure
L'episodio 23 della stagione 1 non è stato trasmesso: nelle anticipazioni dell'episodio 22 è rimasto il video originale, ma il doppiaggio è riferito all'episodio 24.
In questo episodio non trasmesso, Nanoka è preoccupata perché ha visto Ao che camminava abbracciato a una bella ragazza, però successivamente scopre che quella ragazza in realtà era Namito vestito da ragazza e con una parrucca femminile; Namito aveva fatto la stessa cosa anche alle medie, facendosi scambiare per una ragazza da Ushio e Ao.
Inoltre sono stati fatti anche alcuni tagli audio/video e sono stati modificati alcuni dialoghi, per esempio:
- Nella versione giapponese, Namito dice di essere interessato alla moda femminile (si nota anche dalle pantofole, dai copriorecchie e dalla cravatta annodata a fiocco, per renderla simile al fiocco delle altre studentesse), mentre nella versione italiana non ne parla.
- Nell'episodio 28 della stagione 1 (numerazione giapponese), nella versione italiana Mimi dice che l'insegnante è un "giocatore", in realtà nell'originale giapponese fa riferimento al fatto che era andato a ubriacarsi e a cercare donne/ragazze a pagamento (enjo kōsai), come viene anche mostrato nelle due scene in deformed.
- Nell'episodio 41 della stagione 1 (numerazione giapponese), nella versione italiana un cliente della caffetteria si dice interessato alle salse. In realtà, nella versione originale è interessato a Marin, poiché la ragazza è vestita e si comporta come una cameriera dei maid café.
- Nell'episodio 44 della stagione 1 (numerazione giapponese), in italiano è stato operato un taglio audio/video prima che Reita decida di subire la punizione al posto della ragazza sconfitta nella sfida tra Mimi e Rui. Nella scena tagliata, Rui convince Reita a subire la punizione sfruttando l'innamoramento incestuoso che il fratello prova per lei.
- Nell'episodio 44 della stagione 1 (numerazione giapponese), Mimi spiega cosa significa "tosaka", analizzando ogni sillaba e spiegando che "ka" è l'abbreviazione di "kakaku", cioè "prezzo". In italiano, dice semplicemente che "ka" significa "prezzo", omettendo "kakaku", mentre per le altre sillabe dice anche il termine giapponese. La ragione di tale modifica è ignota.
- Nell'episodio 44 della stagione 2 (numerazione giapponese), è stata tagliata la scena (lunga circa 2 minuti) in cui Rika e Kaho propongono di aggiungere delle citazioni famose alla rappresentazione teatrale di Romeo e Giulietta. La ragione di tale modifica è ignota.
- Nell'episodio 45 della stagione 2 (numerazione giapponese), Namito dice che, per San Valentino, vuole regalare a tutte la cioccolata. In originale, Anju gli risponde che, in questa occasione, sono soltanto le ragazze a regalare la cioccolata alla persona che amano (cosa che effettivamente avviene in Giappone, dove i ragazzi regalano invece la cioccolata durante il White Day). Nella versione italiana, al contrario, Anju risponde che a San Valentino si regala la cioccolata soltanto alle persone che ci piacciono, evitando pertanto di sottolineare come Namito, pur essendo un maschio, voglia comportarsi da ragazza.
- La parola "sexy", usata per esempio nell'espressione "la sexy rappresentante Rui", è stata sostituita con altre equivalenti.
- Nella stagione 2 sono state eliminate le anticipazioni dell'episodio successivo e non sono stati trasmessi i 12 episodi MMTV in live action.
- In entrambe le stagioni sono stati eliminati quasi tutti i riepiloghi a fine episodio e tutte le scene in live action.

## Libri
Sono stati pubblicati da Shogakukan su Ciao Comics libri di moda, libri di ricette di cucina e libri illustrati.
1. Tomoko Nishimura, Gokujō!! Mecha mote iinchō: Mimi-chan ni naru tame no 10 no hōhō (極上！！めちゃモテ委員長 未海ちゃんになるための１０の方法?), Ciao Comics Special, maggio 2009, ISBN 978-4-09-132510-5.
2. Tomoko Nishimura (illustrazioni), Gokujō!! Mecha mote seal book (極上！！めちゃモテシールブック?), Marugoto seal book, maggio 2009, ISBN 978-4-09-734823-8.
3. Tomoko Nishimura, Ciao, Gokujō!! Mecha mote iinchō: O ryōri no kihon ga wakaru gokujō no hajimete recipe (極上！！めちゃモテ委員長 お料理の基本が分かる極上の初めてレシピ?), Ciao Happy Collection, luglio 2009, ISBN 978-4-09-280301-5.
4. Tomoko Nishimura, Ciao, Gokujō!! Mecha mote iinchō: Mimi-chan ni osowaru himitsu no motekōde (極上！！めちゃモテ委員長 未海ちゃんに教わる秘密のモテコーデ?), Ciao Comics Special, maggio 2010, ISBN 978-4-09-133159-5.

## Videogiochi
Tra il 2008 e il 2010 sono usciti in Giappone dei videogiochi sviluppati dalla Konami. Il primo di questi è stato presentato il 27 luglio 2008 al 'Ciao & ChuChu Summer Festival 2008', e nel numero di ottobre della rivista è stata comunicata l'uscita per dicembre. Il secondo, uscito a luglio dell'anno dopo, è sviluppato, al contrario, da Atlus.
| Nº | Titolo videogioco | Piattaforma    | Data uscita      |
| -- | --- | -------------- | ---------------- |
| 1  | Gokujō!! Mecha mote iinchō: Mecha mote Days, hajimemasu wa! (極上！！めちゃモテ委員長 めちゃモテＤａｙｓ、はじめますわっ！?) | Gioco di carte | 4 dicembre 2008  |
| 2  | Gokujō!! Mecha mote iinchō: Kurumote girls contest! (極上！！めちゃモテ委員長 クルモテ ガールズコンテスト！?)                | TCAG           | 15 luglio 2009   |
| 3  | Gokujō!! Mecha mote iinchō: Girls "mote kawa" BOX (極上！！めちゃモテ委員長 ガールズ『モテ・カワ』ＢＯＸ?)                   | Nintendo DS    | 30 luglio 2009   |
| 4  | Gokujō!! Mecha mote iinchō: MM Town de miracle change! (極上！！めちゃモテ委員長 ＭＭタウンでミラクルチェンジ！?)            | Nintendo DS    | 10 dicembre 2009 |
| 5  | Gokujō!! Mecha mote iinchō: MM My best friend! (極上！！めちゃモテ委員長 ＭＭマイベストフレンド！?)                          | Nintendo DS    | 25 novembre 2010 |